# Chick flick
L'espressione inglese chick flick si riferisce, talvolta in maniera dispregiativa, a quella categoria di film che si rivolgono prevalentemente a un pubblico femminile. Sebbene esistano diverse opere che potrebbero essere definite per "sole donne", chick flick indica un particolare tipo di film, non per forza sentimentali, che contengono tematiche e situazioni esclusivamente fruibili dalle donne.
Comunque, a seconda della critica e degli spettatori, il termine è usato in contesti diversi; anche Titanic fu appellato come tale.

## Storia
I chick flick sono generalmente distribuiti sotto i periodi festivi, specie il giorno di san Valentino.

## Esempi di chick flick
- Love Story (1970)[6]
- Voglia di tenerezza (1983)[7]
- Sixteen Candles - Un compleanno da ricordare (1984)[4][6]
- Dirty Dancing - Balli proibiti (1987)[4][6]
- Spiagge (1988)[7]
- Una donna in carriera (1988)[4][8]
- Fiori d'acciaio (1989)[4][7]
- Harry, ti presento Sally... (1989)[4][6][8]
- Thelma & Louise (1991)[4]
- Insonnia d'amore (1993)[6]
- Donne - Waiting to Exhale (1995)[9]
- Il club delle prime mogli (1996)[10]
- Il matrimonio del mio migliore amico (1997)[8]
- Titanic (1997)[3][11]
- Benvenuta in Paradiso (1998)[12]
- La voce dell'amore (1998)[7][12]
- Storia di noi due (1999)[12]
- Qui, dove batte il cuore (2000)[12]
- Pretty Princess (2001)[3]
- Mean Girls (2004)
- Love Actually - L'amore davvero (2003)[6]
- Le pagine della nostra vita (2004)[3][4][6][13]
- 4 amiche e un paio di jeans (2005)[4]
- Il diavolo veste Prada (2006)[3][8]
- Come d'incanto (2007)[3]
- Sex and the City (2008)[3][4][5]
- Twilight (2008)[3][4][5]
- Ricatto d'amore (2009)[14][15]